# كيت هوفر
كيت هوفر (بالإنجليزية: Kit Hoover) هي معلقة رياضية أمريكية، ولدت في 29 يوليو 1970 في أتلانتا في الولايات المتحدة.